# Ferrovia Genova-Pisa
La ferrovia Genova-Pisa è una delle principali linee ferroviarie italiane, che corre lungo la costa ligure da Genova a Pisa attraversando la Riviera Ligure di Levante e la Versilia.
La linea, interamente a doppio binario, oltre a Genova e Pisa attraversa anche i capoluoghi di La Spezia, Carrara e Massa. Superata Pisa, in direzione sud, la direttrice tirrenica prosegue fino a raggiungere Roma.

## Storia
La linea nasce dall'unificazione di due progetti distinti. Il primo riguardava una linea tra Pisa e Massa come espansione del già esistente nodo di Pisa, mentre il secondo era quella che venne chiamata ferrovia ligure. Entrambe le tratte furono concesse inizialmente alle Strade Ferrate Livornesi.

### La ferrovia toscana
| Tratto                                         | Attivazione      | Attivazione |
| ---------------------------------------------- | ---------------- | ----------- |
| Pisa Porta Nuova-Viareggio                     | 15 aprile 1861   | [ 1 ]       |
| Pisa (staz. Porta Nuova)-Pisa (staz. Leopolda) | 10 dicembre 1861 | [ 1 ]       |
| Viareggio-Pietrasanta                          | 12 dicembre 1861 | [ 1 ]       |
| Pietrasanta-Seravezza                          | 1º febbraio 1862 | [ 1 ]       |
| Seravezza-Massa                                | 1º novembre 1862 | [ 1 ]       |
| Massa-Avenza                                   | 26 dicembre 1862 | [ 2 ]       |
| Avenza-Sarzana                                 | 15 maggio 1863   | [ 1 ]       |
| Sarzana-La Spezia                              | 4 agosto 1864    | [ 1 ]       |
| Genova Brignole-Chiavari                       | 23 novembre 1868 | [ 1 ]       |
| Chiavari-Sestri Levante                        | 25 aprile 1870   | [ 1 ]       |
| Genova Piazza Principe-Genova Brignole         | 25 luglio 1872   | [ 1 ]       |
| Sestri Levante-La Spezia                       | 24 ottobre 1874  | [ 1 ]       |
| Manuale                                        |                  |             |

La prima tratta, tra Pisa Porta Nuova (dal 1939 Pisa San Rossore) e Viareggio (dal 1936 Viareggio Scalo), di 19 chilometri, venne aperta il 15 aprile 1861, seguita, nel dicembre dello stesso anno, dal collegamento con la stazione di Pisa Centrale, verso sud e dalla tratta Viareggio-Pietrasanta, di 10 chilometri, verso nord.
Nel 1862 vengono aperti altri due tratti di linea: il 1º febbraio tra Pietrasanta e Seravezza, di soli 3,5 chilometri, e il 1º novembre quello tra Seravezza e Massa, di 7 chilometri.

### La ferrovia ligure

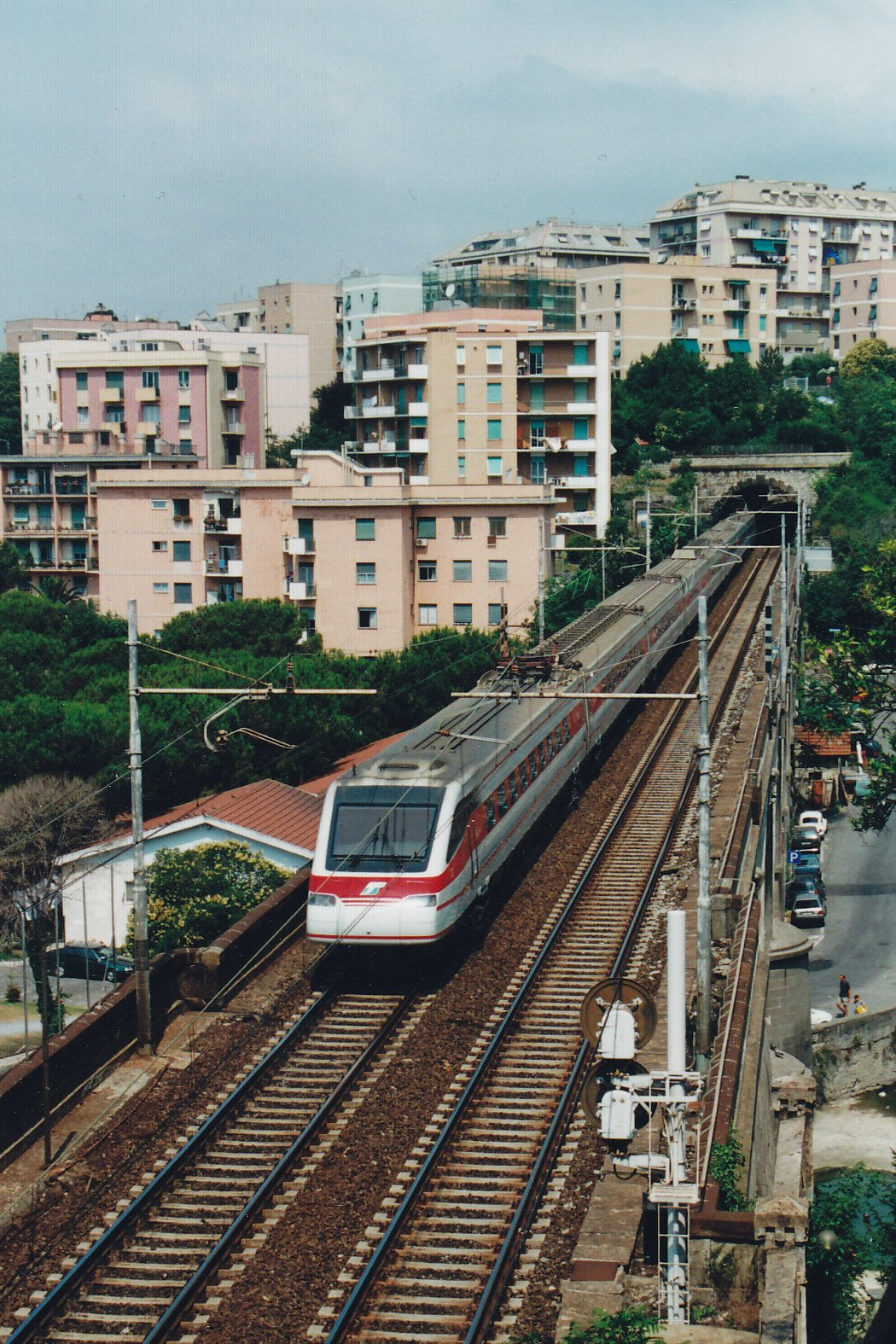
La ferrovia in mezzo alle case e stretta tra le colline ed il mare: una costante della Genova-Pisa. ETR.460 in transito a Genova Sturla nel 2000

Il progetto di una ferrovia ligure che unisse Ventimiglia con Massa (e il resto delle ferrovie esistenti nell'Italia centrale) fu deciso con apposita Reale Legge del 27 ottobre 1860, ma la sua realizzazione, a causa dell'impervia costa ligure, si rivelò tra le più difficili e costose del periodo.
Il primo tronco del progetto, di 17 chilometri, tra Massa e Sarzana con la stazione intermedia di Avenza-Carrara, venne aperto in due sezioni: da Massa fino ad Avenza il 26 dicembre 1862 e da Avenza a Sarzana il 15 maggio 1863, seguito dalla già più difficoltosa tratta Sarzana-Vezzano Ligure-La Spezia aperta il 4 agosto 1864. Nel 1865 le Strade Ferrate Livornesi, concessionarie della linea, furono assorbite dalle Strade Ferrate Romane (SFR).

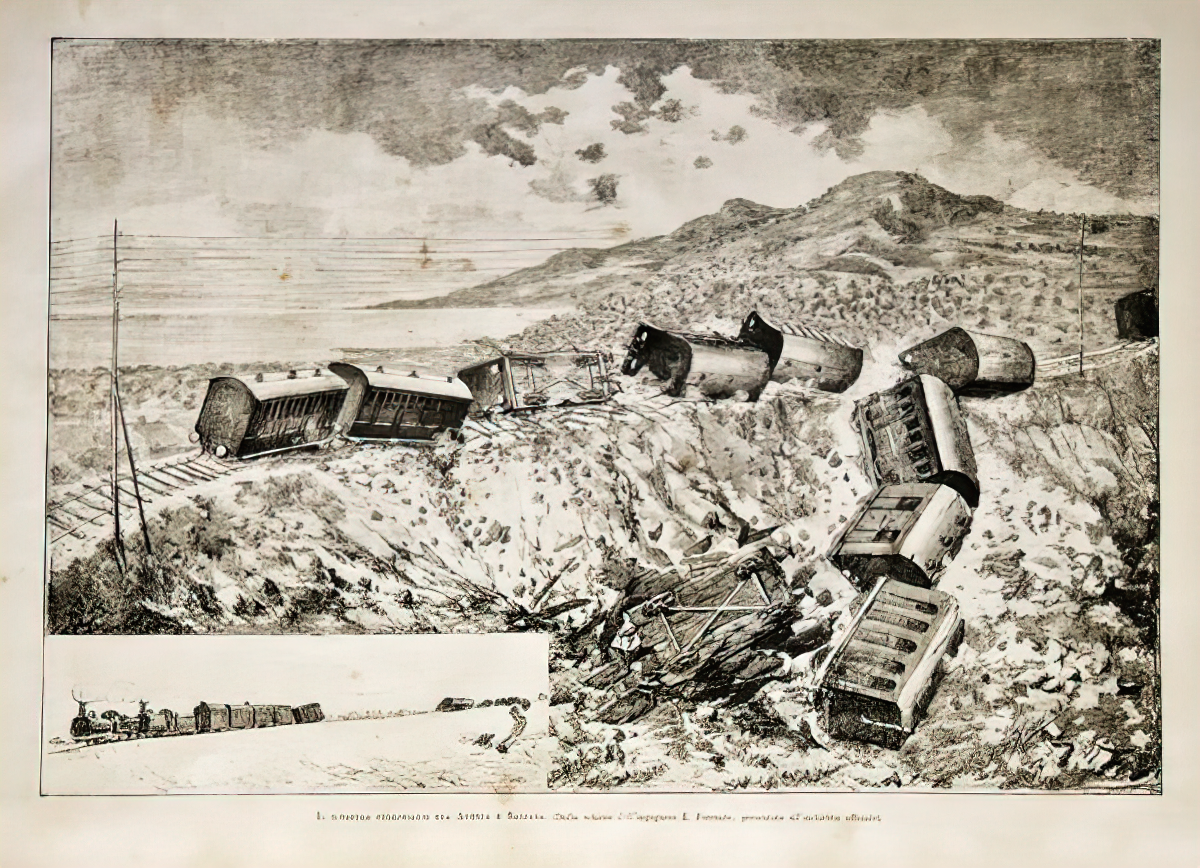
Opera che illustra il disastro ferroviario tra Avenza e Sarzana, avvenuto nel 1881

Un tratto in particolare del primo tronco, dalla stazione di Avenza fino a quella di Sarzana, venne interessato nell'ottobre del 1881 dal deragliamento di un treno diretto.
Il 23 novembre del 1868 venne aperta la prima parte genovese della linea con l'inaugurazione della tratta, di 36 chilometri, tra Genova Brignole (allora capotronco) e Chiavari, seguita poi dal prolungamento su Sestri Levante, aperto all'esercizio il 25 aprile 1870. Nel frattempo, nel 1869, le SFR, in difficoltà economiche, avevano ceduto la linea alle Strade Ferrate dell'Alta Italia (SFAI).
Il 25 luglio 1872, con l'apertura della galleria traversata, che unisce ancor oggi Genova Brignole e Genova Piazza Principe, la linea esistente fino a Sestri Levante cessò di essere un troncone isolato e venne collegata alla linea diretta oltre Appennino, ma soprattutto alla linea per Ventimiglia che nel frattempo era stata già completata.

### Sestri Levante-La Spezia

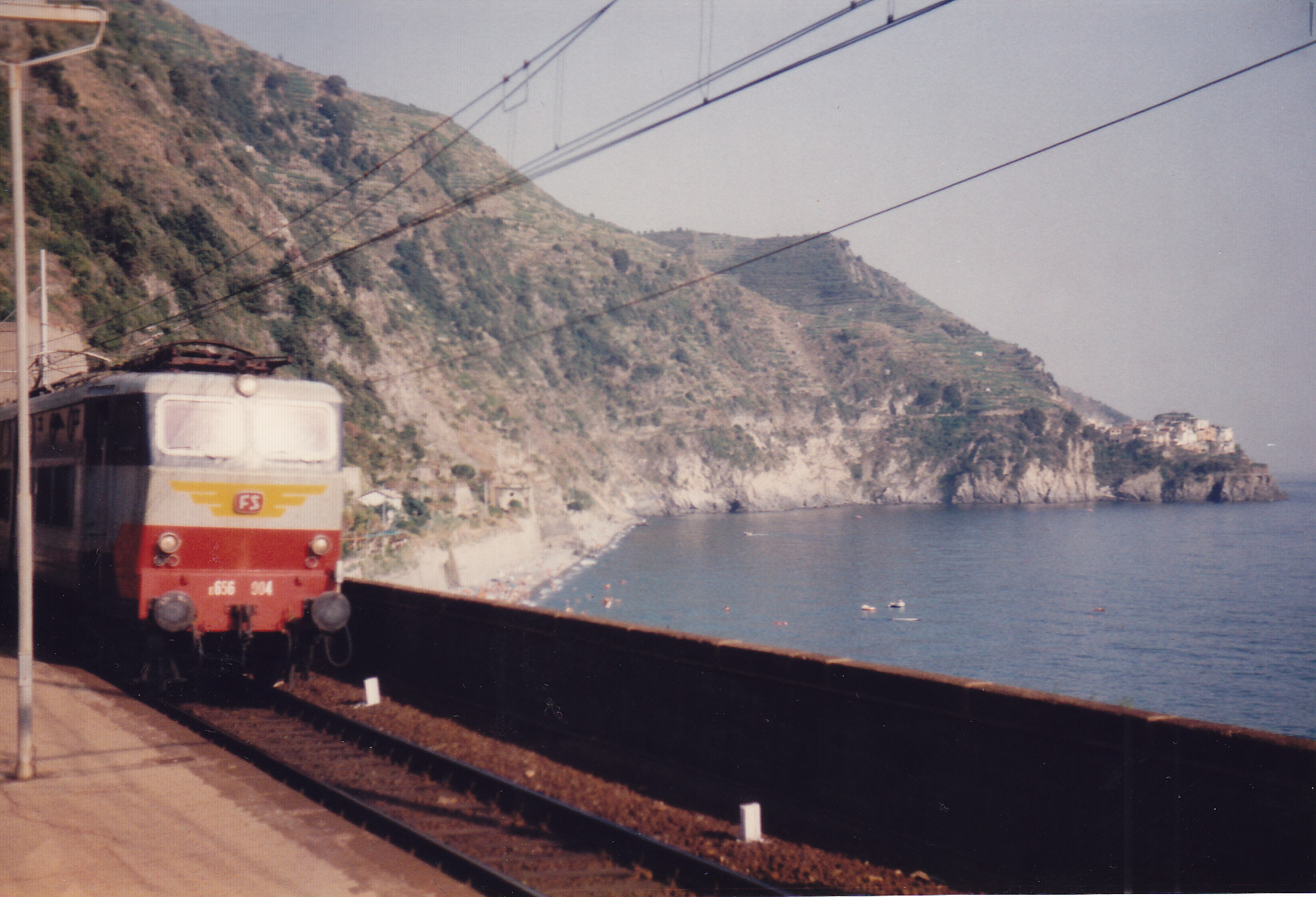
Treno con E.656.004 a Corniglia nel 1987; sullo sfondo i resti del tracciato abbandonato in occasione del raddoppio

Questo fu il tratto che presentò le maggiori difficoltà dell'intero progetto. La ferrovia doveva correre per lunghi tratti (e in alcuni lo fa tuttora) a contatto con il mare e doveva seguire la tortuosità della costa per ridurre il più possibile il numero e la lunghezza delle gallerie.

Anche le inclementi condizioni meteorologiche dell'inverno del 1872 crearono problemi a causa di smottamenti e violente mareggiate, che richiesero di realizzare varianti in corso d'opera. Inoltre, essendo lunghi tratti della costa inaccessibili da terra, si doveva ricorrere al trasporto dei materiali via mare e quindi le condizioni meteo marine erano determinanti per la durata dei lavori.
Finalmente il 22 luglio 1874 la tratta fu attivata e con essa la linea poteva dirsi conclusa. Quest'ultimo tratto di linea fu veramente rivoluzionario poiché fece cessare l'isolamento dei piccoli paesi della costa ligure di Levante, tra cui le famose Cinque Terre, che finalmente disponevano di un collegamento diretto con il resto del mondo.

Solamente in questo tratto erano state perforate 51 gallerie per un totale di oltre 28 chilometri sui 44 totali e costruiti 23 ponti per una lunghezza totale di quasi un chilometro.
Ovviamente, a causa delle penalizzanti condizioni orografiche del territorio e delle difficoltà realizzative incontrate, la linea era stata costruita tutta a binario unico; il raddoppio fu concluso solamente nei primi mesi del 1970 con l'apertura dell'ultima tratta tra Framura e Monterosso, tratto che comprendeva anche le nuove stazioni di Levanto e Bonassola.

### Elettrificazione
La linea Genova-La Spezia venne elettrificata in due fasi:
- la tratta Genova Brignole-Sestri Levante fu elettrificata con il sistema trifase il 24 maggio 1925 e convertita al sistema in corrente continua a 3 kV nel febbraio 1948
- la tratta Sestri Levante-La Spezia fu elettrificata col sistema trifase il 21 aprile 1926 e convertita poi alla corrente continua a 3 kV dall'aprile 1947.

## Caratteristiche
| Continuation backward |

| Unknown route-map component "KRW+l" | Unknown route-map component "KRWgr" |  |

| Unknown route-map component "ENDExe" | Enter and exit tunnel |  |

| Unknown route-map component "exKBHFe-L" | Unknown route-map component "BHF-R" |  |

| Unknown route-map component "tSTRa" |

| Unknown route-map component "tSTRe" |

| Station on track |

|  | Straight track | Non-passenger head station |

|  |  | Straight track | Unknown route-map component "eABZg+l" | Unknown route-map component "exCONTfq" |

|  |  | Unknown route-map component "ABZg2" | Unknown route-map component "ABZg3" |  |

|  |  | Unknown route-map component "ABZg+1" | Unknown route-map component "ABZg+4" |  |

|  | Straight track | Non-passenger end station |

| Unknown route-map component "tSTRa" |

| Unknown route-map component "tSTRe" |

|  | Unknown route-map component "xKRWgl" | Unknown route-map component "KRW+r" |

|  | Unknown route-map component "exHST" | Stop on track |

|  | Unknown route-map component "exHST" | Enter and exit tunnel |

|  | Unknown route-map component "exHST" | Enter and exit tunnel |

|  | Unknown route-map component "xKRWg+l" | Unknown route-map component "KRWr" |

| Station on track |

| Unknown route-map component "eHST" |

| Unknown route-map component "eHST" |

|  | Unknown route-map component "xKRWgl" | Unknown route-map component "KRW+r" |

|  | Unknown route-map component "exHST" | Straight track |

|  | Unknown route-map component "exBHF" | Unknown route-map component "HSTeBHF" |

|  | Unknown route-map component "xKRWg+l" | Unknown route-map component "KRWr" |

| Unknown route-map component "eHST" |

| Station on track |

| Unknown route-map component "eHST" |

| Stop on track |

| Stop on track |

| Unknown route-map component "eHST" |

| Unknown route-map component "HSTeBHF" |

| Enter and exit tunnel |

| Unknown route-map component "eHST" |

| Unknown route-map component "HSTeBHF" |

| Unknown route-map component "tSTRa" |

| Unknown route-map component "tSTRe" |

| Stop on track |

| Station on track |

| Unknown route-map component "eHST" |

| Unknown route-map component "HSTeBHF" |

| Unknown route-map component "tSTRa" |

| Unknown route-map component "tSTRe" |

| Unknown route-map component "eHST" |

| Station on track |

| Enter and exit tunnel |

| Unknown route-map component "eHST" |

| Enter and exit tunnel |

| Unknown route-map component "HSTeBHF" |

| Unknown route-map component "HSTeBHF" |

| Unknown route-map component "tSTRa" |

| Unknown route-map component "tSTRe" |

| Station on track |

| Unknown route-map component "HSTeBHF" |

| Stop on track |

| Unknown route-map component "tSTRa" |

| Unknown route-map component "tSTRe" |

|  | Unknown route-map component "xKRWgl" | Unknown route-map component "KRW+r" |

|  | Unknown route-map component "exBHF" | Station on track |

|  | Unknown route-map component "xKRWg+l" | Unknown route-map component "KRWr" |

| Station on track |

|  | Unknown route-map component "xKRWgl" | Unknown route-map component "KRW+r" |

| Unknown route-map component "xKINTaq" | Unknown route-map component "exABZgr" | Unknown route-map component "tSTRa" |

|  | Unknown route-map component "exBHF" | Unknown route-map component "tSTR" |

|  | Unknown route-map component "exTUNNEL1" | Unknown route-map component "tSTR" |

|  | Unknown route-map component "extSTRa" | Unknown route-map component "tSTR" |

|  | Unknown route-map component "extSTRe" | Unknown route-map component "tSTR" |

|  | Unknown route-map component "exTUNNEL1" | Unknown route-map component "tSTRe" |

|  | Unknown route-map component "exBHF" | Unknown route-map component "HSTeBHF" |

|  | Unknown route-map component "exTUNNEL1" | Enter and exit tunnel |

|  | Unknown route-map component "extSTRa" | Unknown route-map component "tSTRa" |

|  | Unknown route-map component "extSTRe" | Unknown route-map component "tSTR" |

|  | Unknown route-map component "exTUNNEL1" | Unknown route-map component "tSTRe" |

|  | Unknown route-map component "exBHF" | Station on track |

|  | Unknown route-map component "exhKRZWae" | Unknown route-map component "hKRZWae" |

|  | Unknown route-map component "exKRWg+l" | Unknown route-map component "eKRWgr" |

|  | Unknown route-map component "exTUNNEL1" | Unknown route-map component "tSTRa" |

|  | Unknown route-map component "exDST" | Unknown route-map component "tSTR" |

|  | Unknown route-map component "exTUNNEL2" | Unknown route-map component "tSTR" |

|  | Unknown route-map component "extSTRa" | Unknown route-map component "tSTR" |

|  | Unknown route-map component "extSTRe" | Unknown route-map component "tSTR" |

|  | Unknown route-map component "exTUNNEL2" | Unknown route-map component "tSTRe@f" |

|  | Unknown route-map component "xKRWg+l" | Unknown route-map component "KRWr" |

| Enter and exit tunnel |

| Station on track |

|  | Unknown route-map component "xKRWgl" | Unknown route-map component "KRW+r" |

|  | Unknown route-map component "exSTR" | Unknown route-map component "tSTRa" |

|  | Unknown route-map component "exSTR" | Unknown route-map component "tSTRe" |

|  | Unknown route-map component "exBHF" | Stop on track |

|  | Unknown route-map component "exSTR" | Unknown route-map component "tSTRa" |

|  | Unknown route-map component "exSTR" | Unknown route-map component "tSTRe" |

|  | Unknown route-map component "exBHF" | Station on track |

|  | Unknown route-map component "extSTRa" | Unknown route-map component "tSTRa" |

|  | Unknown route-map component "xtKRWg+l" | Unknown route-map component "tKRWr" |

| Unknown route-map component "tSTRe" |

| Enter and exit tunnel |

| Station on track |

| 70+711 |
| 70+381 |

|  | Unknown route-map component "xKRWgl" | Unknown route-map component "KRW+r" |

|  | Unknown route-map component "exSTR" | Unknown route-map component "tSTRa" |

|  | Unknown route-map component "exTUNNEL1" | Unknown route-map component "tSTRe" |

|  | Unknown route-map component "xKRWg+l" | Unknown route-map component "KRWr" |

| Unknown route-map component "tSTRa" |

| Unknown route-map component "tSTRe" |

| Unknown route-map component "HSTeBHF" |

| Enter and exit tunnel |

| Unknown route-map component "tSTRa" |

|  | Unknown route-map component "xtKRWgl" | Unknown route-map component "tKRW+r" |

|  | Unknown route-map component "extSTRe" | Unknown route-map component "tSTR" |

|  | Unknown route-map component "extSTRa" | Unknown route-map component "tSTR" |

|  | Unknown route-map component "extSTRe" | Unknown route-map component "tSTRe" |

|  | Unknown route-map component "xKRWg+l" | Unknown route-map component "KRWr" |

| Station on track |

|  | Unknown route-map component "xKRWgl" | Unknown route-map component "KRW+r" |

|  | Unknown route-map component "exSTR" | Unknown route-map component "tSTRa" |

|  | Unknown route-map component "extSTRa" | Unknown route-map component "tSTR" |

|  | Unknown route-map component "xtKRWg+l" | Unknown route-map component "tKRWr" |

| Unknown route-map component "tSTRe" |

| Unknown route-map component "HSTeBHF" |

| 78+804 |
| 78+712 |

| Enter and exit tunnel |

| Unknown route-map component "HSTeBHF" |

| Unknown route-map component "tSTRa" |

| Unknown route-map component "tSTR" |

| Unknown route-map component "tSTR" |

| Unknown route-map component "tSTRe" |

| Unknown route-map component "STR+GRZq" |

| Unknown route-map component "exCONTgq" | Unknown route-map component "eABZg+r" |  |

| Station on track |

| 86+162  |
| 172+462 |

| Enter and exit tunnel |

| Non-passenger station/depot on track |

| Unknown route-map component "SHI1r" |

| Unknown route-map component "vSTR-KDSTa" |

| Unknown route-map component "BHFSPLe" |

|  | Unknown route-map component "SHI2gl" | Unknown route-map component "BS2c3" |

|  | Unknown route-map component "vSTR-STR2" + Unknown route-map component "evHST" | Unknown route-map component "dSTRc3" |

|  | Unknown route-map component "vSTR" + Unknown route-map component "STRc1" | Unknown route-map component "dSTR+4" |

| Unknown route-map component "KDSTaq" | Unknown route-map component "dSTRq" | Unknown route-map component "vKRZo" | Unknown route-map component "dABZr+r" | Unknown route-map component "d" |

|  | Unknown route-map component "vHST" | Unknown route-map component "dSTR" |

|  |  | Unknown route-map component "v-TUNNEL1" + Unknown route-map component "vTUNNEL1-" | Unknown route-map component "tvSTRa@g-" | Unknown route-map component "d" |

|  | Unknown route-map component "vSTR" + Unknown route-map component "STRc2" | Unknown route-map component "dSTR3" + Unknown route-map component "dPORTALg" |

|  | Unknown route-map component "vBHF" + Unknown route-map component "v-STR+1" | Unknown route-map component "dSTRc4" |

|  | Unknown route-map component "evHST" | Unknown route-map component "d" |

|  | Unknown route-map component "vTUNNEL1-" + Unknown route-map component "v-TUNNEL1" | Unknown route-map component "d" |

|  |  | Unknown route-map component "ABZg+l" + Unknown route-map component "SHI4c1" | Unknown route-map component "STR2+4h" + Unknown route-map component "STR2+r" | Unknown route-map component "STRc3" |

|  |  | Unknown route-map component "HSTeBHF" | Unknown route-map component "STRc1" | Unknown route-map component "vSTR+4-" |

|  | Unknown route-map component "KRW+l" | Unknown route-map component "xKRWgr" |  | Unknown route-map component "vLSTR-" |

|  | One way leftward | Unknown route-map component "exTHST" | Unknown route-map component "STR+r" | Unknown route-map component "vLSTR-" |

|  |  | Unknown route-map component "exTUNNEL1" | Straight track | Unknown route-map component "vLSTR-" |

|  |  | Unknown route-map component "exINT" | Straight track | Unknown route-map component "vLSTR-" |

|  |  | Unknown route-map component "exhKRZWae" | Unknown route-map component "hKRZWae" | Unknown route-map component "vLSTR-" |

|  |  | Unknown route-map component "exSKRZ-Au" | Unknown route-map component "SKRZ-Au" | Unknown route-map component "vLSTR-" |

|  |  | Unknown route-map component "xSTR+c2" | Unknown route-map component "STR3" | Unknown route-map component "vLSTR-" |

|  |  | Unknown route-map component "xABZg+l" + Unknown route-map component "STR+1" | Unknown route-map component "LSTRq" + Unknown route-map component "STRc4" | Unknown route-map component "dABZql" | Unknown route-map component "dCONTfq" |

| Station on track |

| Unknown route-map component "eHST" |

| Unknown route-map component "HSTeBHF" |

| Unknown route-map component "STR+GRZq" |

|  | Straight track + Unknown route-map component "exSTRc2" | Unknown route-map component "exCONT3" |

|  | Unknown route-map component "eABZg+1" | Unknown route-map component "exSTRc4" |

| Unknown route-map component "exCONTgq" | Unknown route-map component "eKRZo" | Unknown route-map component "exSTR+r" |

|  | Unknown route-map component "uexCONTgq" | Unknown route-map component "emKRZo" | Unknown route-map component "exmKRZ" | Unknown route-map component "uexCONTfq" |

|  | Unknown route-map component "HSTeBHF" | Unknown route-map component "exSTR" |

|  | Unknown route-map component "eKRWgl" | Unknown route-map component "exKRWg+r" |

|  |  | Straight track | Unknown route-map component "exSTRl" | Unknown route-map component "exCONTfq" |

| Unknown route-map component "hKRZWae" |

|  | Unknown route-map component "eABZgl" | Unknown route-map component "xKINTeq" |

| Unknown route-map component "exSTRc2" | Unknown route-map component "eABZg3" |  |

| Unknown route-map component "exCONT1" | Unknown route-map component "eABZgl" + Unknown route-map component "exSTRc4" | Unknown route-map component "xKINTeq" |

|  | Straight track | Unknown route-map component "exENDEa" |

|  |  | Unknown route-map component "eSTR+c2" | Unknown route-map component "exABZ23" | Unknown route-map component "exSTRc3" |

|  | Unknown route-map component "exSTRc2" | Unknown route-map component "eKRZ3+1u" | Unknown route-map component "exSTRc14" | Unknown route-map component "exCONT4" |

| Unknown route-map component "exSTR2+1" | Straight track + Unknown route-map component "exSTRc34" |  |

|  | Unknown route-map component "exSTRc1" + Unknown route-map component "CONT2" | Unknown route-map component "eABZg+4" + Unknown route-map component "STRc3" |  |  |

|  | Unknown route-map component "STRc1" | Unknown route-map component "ABZg+4" |  |  |

| Non-passenger station/depot on track |

| Unknown route-map component "hKRZWae" |

|  | Unknown route-map component "uexCONTgq" | Unknown route-map component "emKRZo" | Unknown route-map component "uexABZq+l" | Unknown route-map component "uexCONTfq" |

|  | Station on track | Unknown route-map component "uexKBHFe" |

| Unknown route-map component "eHST" |

| Station on track |

| Unknown route-map component "uexCONTgq" | Unknown route-map component "uexHSTq" | Unknown route-map component "emKRZu" | Unknown route-map component "uexABZq+l" | Unknown route-map component "uexCONTfq" |

|  | Station on track | Unknown route-map component "uexBHF" |

| Unknown route-map component "uexCONTgq" | Unknown route-map component "emKRZu" | Unknown route-map component "uexSTRr" |

| Stop on track |

| Unknown route-map component "SKRZ-Au" |

|  |  | Straight track | Unknown route-map component "uexSTR+l" | Unknown route-map component "uexCONTfq" |

|  | Small bridge over water | Unknown route-map component "uexWBRÜCKE1" |

| Unknown route-map component "uexCONTgq" | Unknown route-map component "uexKBHFeq" | Station on track | Unused straight waterway |  |

|  | Unknown route-map component "eBHF" | Unknown route-map component "uexKBHFe" |

| Unknown route-map component "exKINTaq" | Unknown route-map component "eABZg+lr" | Unknown route-map component "exKINTeq" |

|  | Unknown route-map component "ABZgl" | Unknown route-map component "CONTfq" |

| Unknown route-map component "exKINTaq" | Unknown route-map component "eABZg+r" |  |

|  | Unknown route-map component "eABZg+l" | Unknown route-map component "exKINTeq" |

| Station on track |

| Unknown route-map component "HSTeBHF" + Unknown route-map component "exlHST" |

| Small bridge over water |

| Unknown route-map component "SKRZ-Au" |

| Unknown route-map component "YRD" |

|  | Unknown route-map component "SHI1r" + Unknown route-map component "v-STR+l" + One way leftward | Unknown route-map component "dSTRq" | Unknown route-map component "dCONTfq" |

| Unknown route-map component "vBHF" |

| Unknown route-map component "vÜSTr" |

| Unknown route-map component "vWBRÜCKE1" |

| Unknown route-map component "exCONTgq" | Unknown route-map component "exSTRq" + Unknown route-map component "vBRÜCKE1" | Unknown route-map component "exCONTfq" |

| Unknown route-map component "uexCONTgq" | Unknown route-map component "vSBRÜCKE" + Unused transverse waterway | Unknown route-map component "uexCONTfq" |

| Unknown route-map component "KRW+l" | Unknown route-map component "vABZgr-STR" |  |

| Unknown route-map component "LABZg+l" | Unknown route-map component "vABZg+r-STR" |  |

| Unknown route-map component "LSTR" | Unknown route-map component "BHFSPLe" | Unknown route-map component "exKBHFa" |

| Unknown route-map component "LSTR" | Unknown route-map component "eKRWg+l" | Unknown route-map component "exKRWr" |

| Unknown route-map component "LSTR" | Unknown route-map component "ABZgl" | Unknown route-map component "CONTfq" |

| Unknown route-map component "LCONTgq" | Unknown route-map component "LABZqr" | Unknown route-map component "ABZgr" |  |  |

| Continuation forward |

La linea è interamente a doppio binario, con scartamento ordinario da 1435 mm, ed elettrificata alla tensione di 3000 V in corrente continua.
La circolazione è gestita e controllata con sistema di comando e controllo (SCC) di RFI, la società del Gruppo Ferrovie dello Stato responsabile della gestione dell'infrastruttura, che supervisiona la circolazione ferroviaria dal posto centrale di Pisa per il tratto che va da Civitavecchia fino a Sestri Levante (circa 420 chilometri) e dal posto di Genova Teglia per il tratto da Sestri Levante al nodo di Genova.

### Percorso
Lasciata la stazione di Genova Brignole, la ferrovia percorre il territorio del levante cittadino che lascia solo in corrispondenza dell'ex fermata di Sant'Ilario. Il paesaggio, caratterizzato dal transito fra ville, costa e scogliere, rimane pressoché immutato lungo tutto l'arco del Golfo Paradiso, fino a Camogli-San Fruttuoso.

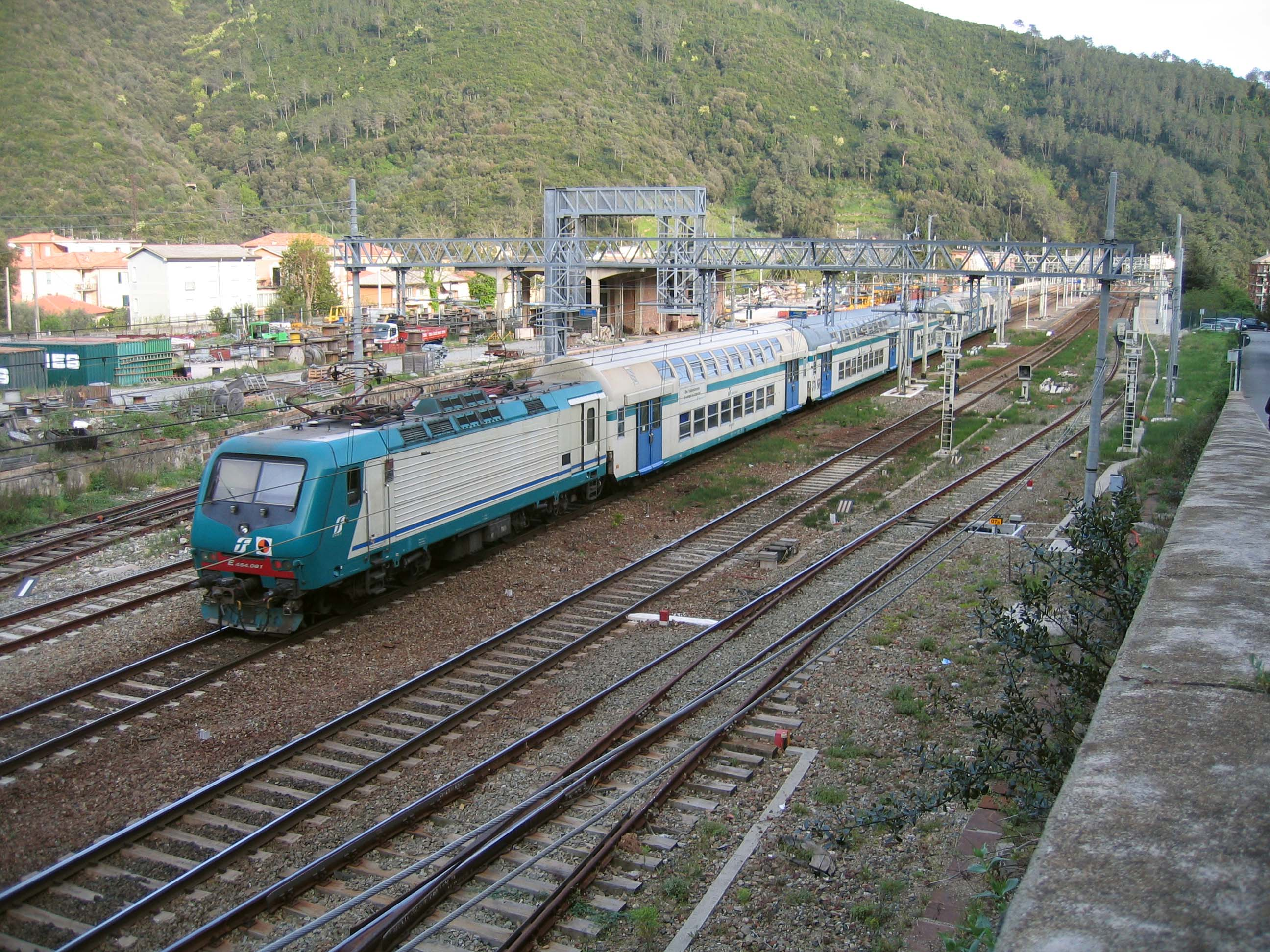
Convoglio di carrozze Casaralta in transito a Deiva Marina

Oltrepassato il promontorio di Portofino, la linea segue il Golfo del Tigullio servendone le località turistiche, da Santa Margherita Ligure fino a Riva Trigoso. Inizia da qui il tratto ligure autorizzato alle maggiori velocità, grazie al raddoppio a monte della linea eseguito in tempi più recenti.
La linea attraversa quindi le località da Moneglia a Monterosso, da dove ha inizio il tratto di attraversamento delle Cinque Terre, di notevole importanza turistica, con lunghe gallerie ed improvvisi scorci sul Mar Ligure. La zona presenta, fra un borgo e l'altro, caratteristiche scogliere a strapiombo che hanno reso celebre questo tratto di ferrovia.
Dalla stazione di La Spezia Centrale il paesaggio muta radicalmente e la linea si porta nell'interno raggiungendo, superati i bivi per il porto e la ferrovia Pontremolese, la piana di Luni, ultima propaggine della Liguria.
Entrata in territorio toscano, la linea percorre le provincie di Massa e Carrara e di Lucca, mantenendosi quasi al centro della piana formatasi nei secoli fra la catena delle Alpi Apuane e la costa. In tale tratta erano un tempo numerose le intersezioni e gli interscambi con l'esteso sistema di tranvie extraurbane che comprendeva la tranvia Carrara-Marina di Carrara, quella di Massa, la cosiddetta "litoranea di Viareggio" e la Viareggio-Camaiore.
Raggiunta Viareggio si supera il bivio per Lucca e Firenze, fino ad oltrepassare il Serchio; ormai entrati nella piana pisana, si arriva a Pisa San Rossore. Tale impianto presenta un'atipica disposizione del fabbricato viaggiatori, disposto nel triangolo formato dalla diramazione della ferrovia per Lucca; in occasione della costruzione del fabbricato che avrebbe dovuto ospitare l'SCC, poi spostato in altra sede, furono rinvenuti i resti dell'antico porto di epoca romana. Poco distante si accede alla nota piazza dei Miracoli, con la sua torre pendente. Utilizzata per il ricovero del materiale per lavori all'armamento ferroviario da parte della ditta CEMES, è ancora presente a nord della stazione la rimessa che ospitava il treno reale quando il sovrano italiano dimorava nella tenuta di San Rossore.
Il viadotto ferroviario sull'Arno marca l'imminenza della fine della linea in corrispondenza della stazione di Pisa Centrale.

### Dati tecnici
Ha un andamento altimetrico prettamente lineare, con ascesa dallo 0 al 7 per mille (grado di prestazione dal 1º al 8º) e con grado di frenatura che oscilla dal Ia al III.

#### I tracciati abbandonati

##### Da Genova a La Spezia

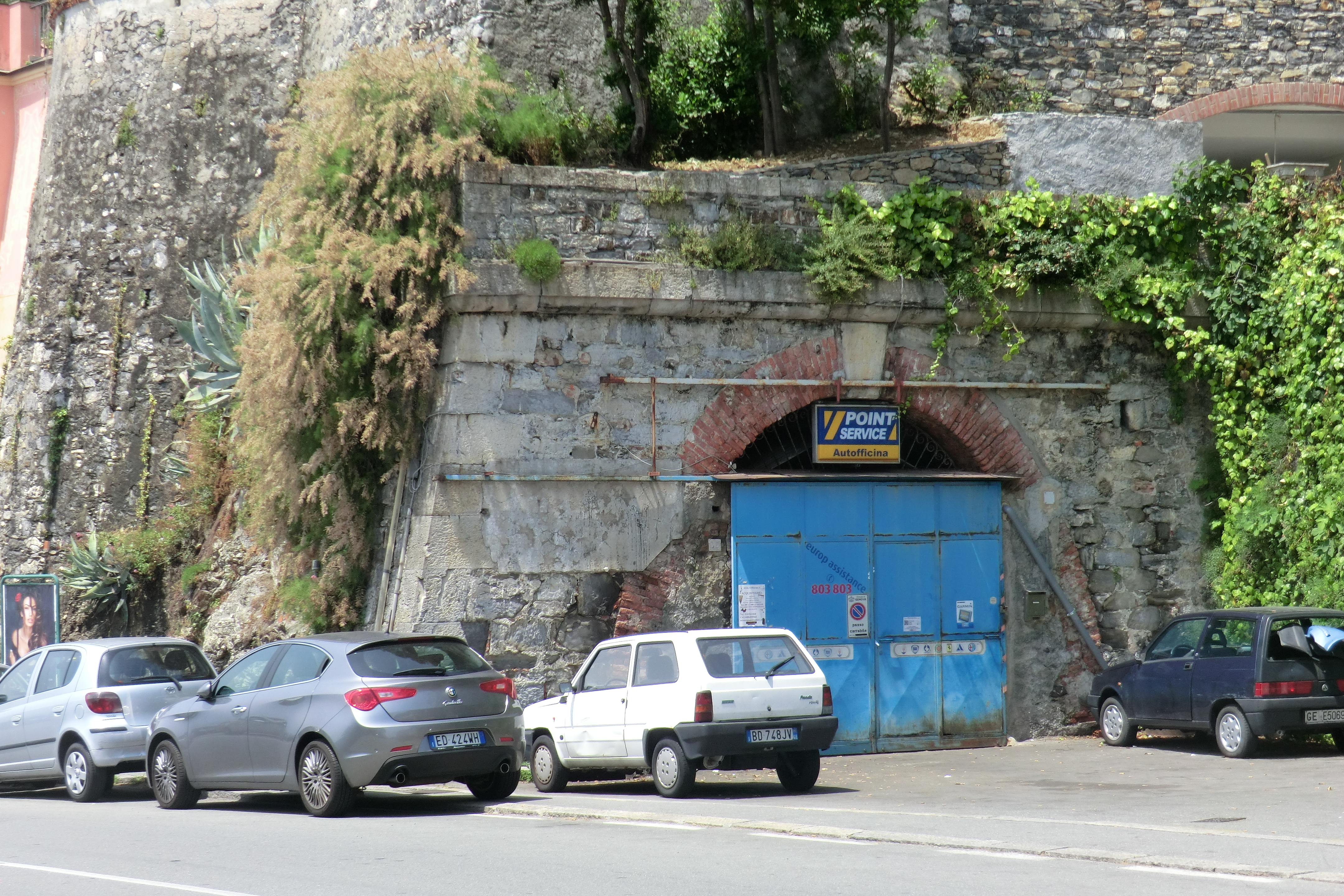
Genova Quinto: le vestigia della galleria ferroviaria di via Gianelli

Rimangono diverse vestigia dei tratti dismessi in conseguenza dei raddoppi effettuati nell'ambito di Genova negli anni dieci e a partire dagli anni trenta nel tratto Sestri Levante-La Spezia.
Nel capoluogo ligure sono tuttora visibili parte dei manufatti come una porzione del ponte sul rio Vernazza a Sturla o un casello lungo via Gianelli a Quinto.
Nel tratto compreso fra Deiva Marina e Riva Trigoso le gallerie ferroviarie sono state adattate per la circolazione stradale a senso unico alternato regolato da semafori; due tronchi di pista ciclabile Ciclopedonale Maremonti sul vecchio sedime ferroviario sono stati invece realizzati fra Levanto e Bonassola e tra Bonassola e la stazione di Framura.

##### Da La Spezia a Pisa
L'unica variante di tracciato realizzata nel tratto da Pisa a La Spezia fu quella tra Sarzana e Arcola, tra il 1908 e il 1911. Il percorso originario, a binario unico, si diramava dalla stazione di Sarzana alla chilometrica 158+007,71, scavalcando il fiume Magra con il ponte poi demolito e attraversando un monte con una galleria di 650 m e di raggio di curvatura di 350 m per poi reinnestarsi dopo una lunga controcurva nella linea preesistente poco prima di Arcola, in corrispondenza della progressiva chilometrica 160+677,12. Sia il ponte che la galleria prendevano il nome dal monte San Ginesio.
Si scelse di realizzare un nuovo tracciato in variante a causa delle precarie condizioni delle opere d'arte, il ponte sul Magra e la galleria, e delle limitazioni strutturali che erano connesse al vecchio tracciato: il problema principale era infatti il ponte di San Ginesio, concepito per ospitare un solo binario e non predisposto per il raddoppio, oltre al fatto che si sarebbe dovuto realizzare una nuova galleria parallela a quella esistente, in curva e già in cattive condizioni.
Il nuovo ponte, edificato tra il 1º giugno 1908 e terminato definitivamente nel dicembre 1910, venne realizzato per ospitare i due nuovi binari di linea, larghezza della sede 9 m, 13 luci da 25 m ciascuna. Il 14 e 15 marzo 1911 si effettuarono le visite propedeutiche all'apertura del nuovo tracciato, che avvenne il 1º aprile 1911.
La variante venne costruita in due sezioni e 4 lotti: il primo (la prima sezione) fra le chilometriche 164.886,53 e 160.677,12 dell'importo di 594 000 lire, il secondo (la seconda sezione) comprendente il ponte sul Magra costato 2 300 000 lire, il terzo relativo alla costruzione dell'impalcatura metallica al sottovia per la strada provinciale Sarzana-Spezia dell'importo di 38 000 lire e il quarto e ultimo per il rafforzamento del rilevato a monte verso La Spezia del costo di 32 000 lire.

## Traffico
Fin dalla sua attivazione, la ferrovia Genova-Pisa fu interessata da un consistente traffico in virtù del suo carattere di linea principale per i collegamenti dell'area ligure-piemontese, con la Toscana, la Lombardia ed il sud Italia.

### Servizi a lunga percorrenza

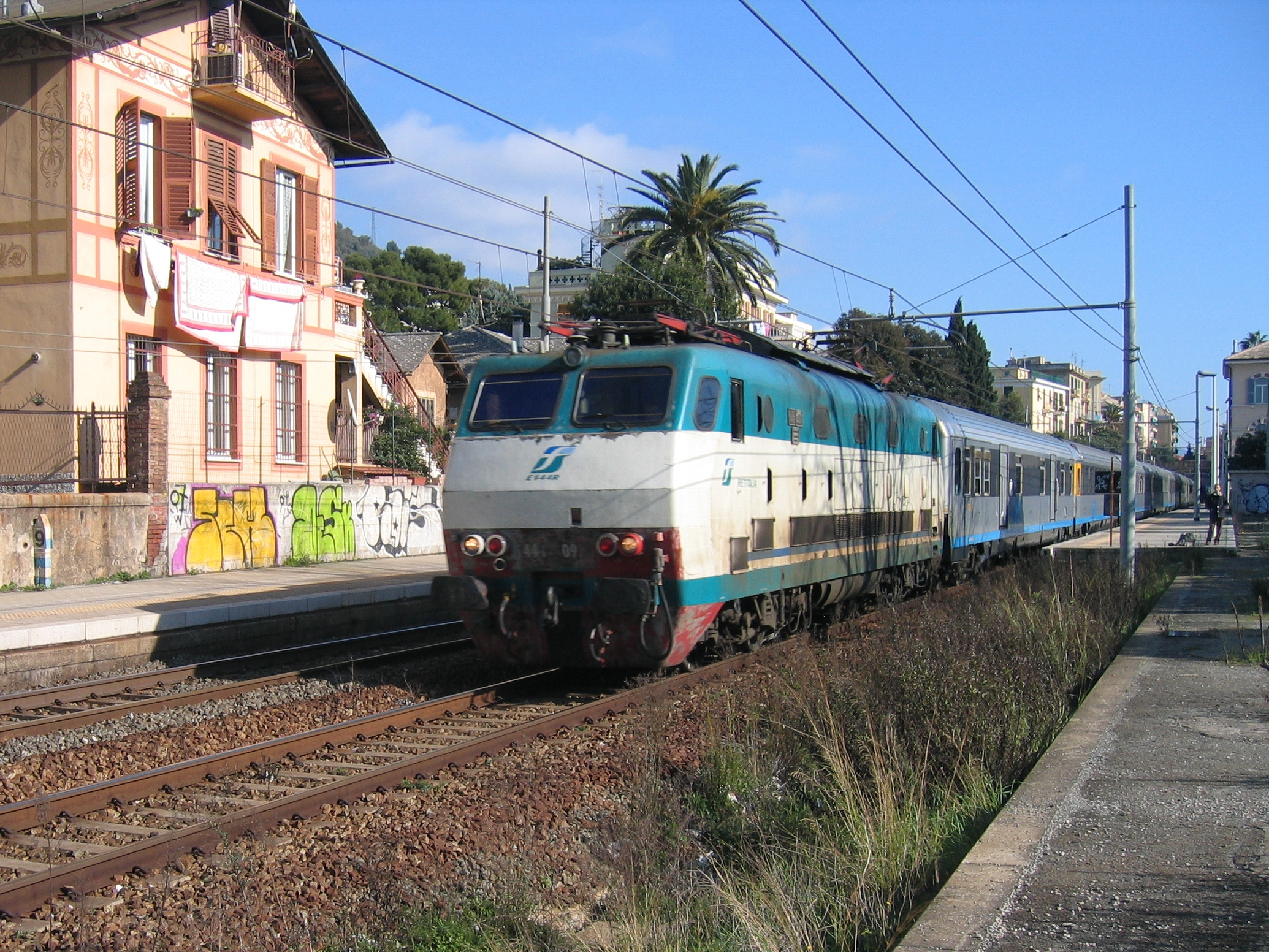
Treno EuroCity Cisalpino in transito a Genova Quinto nel 2007

Tradizionalmente percorsa dai grandi treni espressi Torino-Roma, la ferrovia Tirrenica ha visto la presenza sia di servizi regolari che di treni periodici e turistici provenienti dai valichi con la Francia e la Svizzera. Fra i treni più prestigiosi si ricordano l'espresso letti e cuccette Palatino o il Rapido Tirreno, o ancora il Genova Sprint, svolto dapprima con elettromotrici ALe 601, poi con l'ETR 300 Settebello.
Nel 1989 l'attivazione di un nuovo orario cadenzato da parte delle FS portò all'istituzione di una serie di treni Intercity sulla linea, che comportarono la diminuzione delle relazioni dirette oltre Roma.
Nel 2010 la linea fu interessata dalla circolazione dei primi treni a lunga percorrenza privati, a cura della società Arenaways, poi fallita.
Per quanto riguarda il traffico a lunga percorrenza, la linea è utilizzata dai treni InterCity che collegano Milano e Torino con la costa tirrenica e dai Frecciabianca e Frecciargento che collegano Genova con Roma, con una coppia di corse Frecciabianca al giorno prolungata a Milano ed un'altra a Torino.

### Servizi regionali

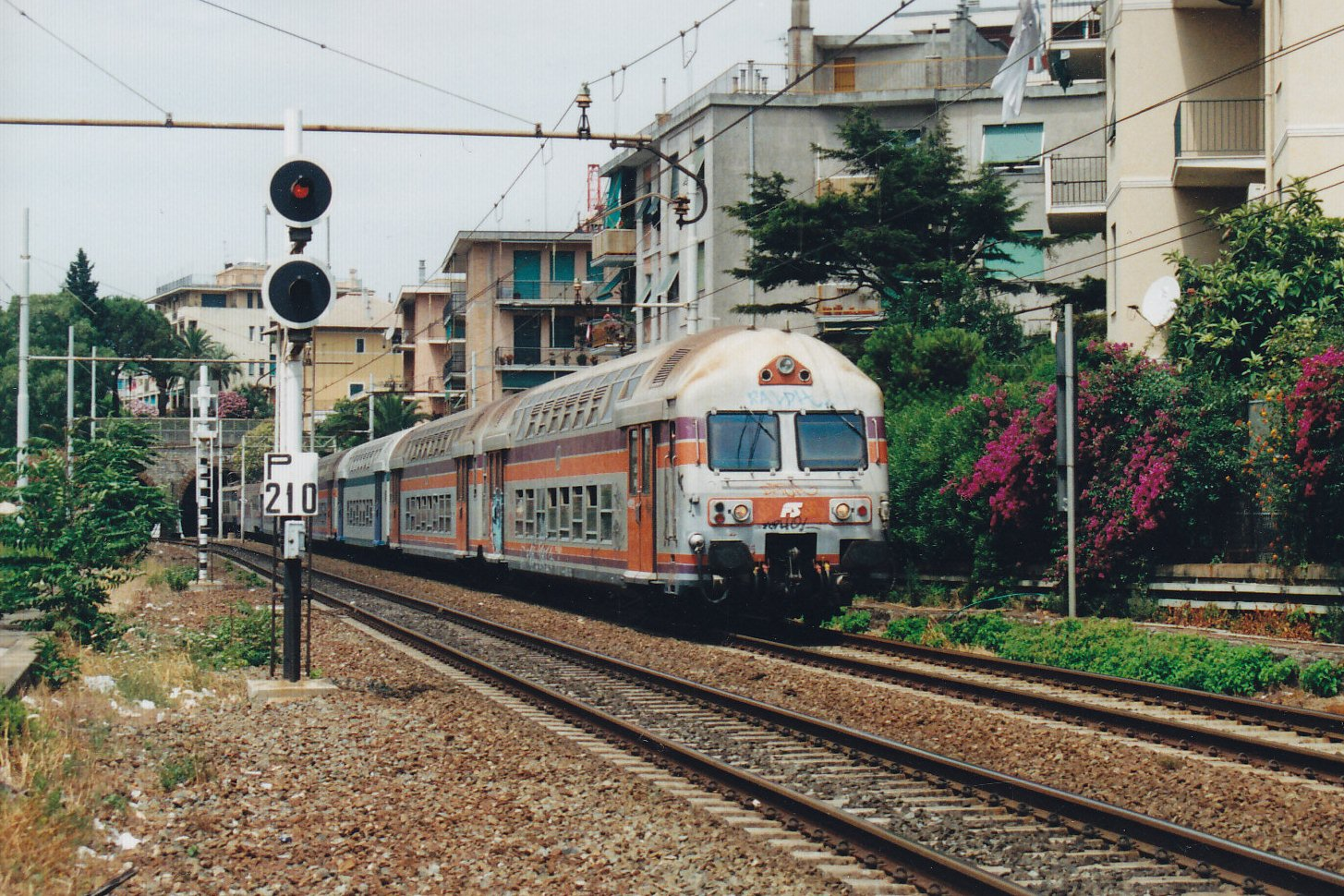
Le prime carrozze a 2 piani tipo 1979, dette "Casaralta", sono state messe in servizio proprio in Liguria, per soddisfare l'elevata richiesta, negli anni 1980.

La particolare disposizione dei centri costieri, soprattutto nell'area ligure, favorì fin dall'inizio l'istituzione di servizi omnibus a corto raggio per il collegamento di paesi e frazioni.
Tali servizi si dimostrarono particolarmente preziosi sia nella città di Genova, grazie alla presenza di numerosi caselli e fermate, sia nella zona delle Cinque Terre, priva di collegamenti stradali.
Dopo la riforma che in Italia vide il passaggio alle Regioni delle competenze sui trasporti locali, il trasporto ferroviario regionale si è attestato su due principali gruppi di servizi, entrambi svolti da Trenitalia:
- treni regionali urbani svolti solamente tra Genova Nervi e Genova Voltri, treni regionali di tipo suburbano Genova-Sestri Levante e Savona-Sestri Levante, treni regionali veloci Genova-La Spezia e treni regionali di tipo suburbano Sestri Levante-La Spezia (servizi per le Cinque Terre), nell'ambito del contratto di servizio con la Regione Liguria;
- treni regionali La Spezia-Pisa, La Spezia-Firenze e Pontremoli-Firenze (dalla linea Pontremolese), nell'ambito del contratto di servizio con la Regione Toscana (servizi "Memorario"). A essi si aggiungono alcune corse provenienti da Milano e Bergamo (la Freccia della Versilia), sempre attraverso la linea Pontremolese, dirette a Pisa.

La linea è percorsa anche dai cosiddetti "Treni del Mare" di Trenord, servizi che collegano la Lombardia alle località balneari liguri durante i fine settimana e le giornate festive nel periodo primaverile ed estivo. Nel 2024 sono presenti due coppie di corse di questo tipo che si attestano a La Spezia Centrale, una da e per Milano Porta Garibaldi e l'altra da e per Como San Giovanni.

### Servizi merci
Dopo la riforma che a partire dal 2001 portò alla liberalizzazione del trasporto merci su ferro, sono diverse le imprese ferroviarie che hanno stipulato contratti di trazione con spedizionieri ed operatori logistici. In particolare, sulla ferrovia Genova-Pisa hanno circolato o circolano regolarmente treni di Trenitalia Cargo, poi Mercitalia Rail (traffici generati dal porto di Genova), DB Cargo Italia (traffico Rho-Scarlino), FuoriMuro (traffici passanti sulle due Riviere liguri), Oceanogate (traffici generati dal porto della Spezia), Del Fungo Giera (impresa cessata – poi Rail One e in seguito Compagnia Ferroviaria Italiana – , traffici da Genova e Livorno), Rail Cargo Carrier Italia (fino al 2011) e Serfer (traffici sporadici).